# Сурат Тапванг
Сурат Тапванг (тай. สุรัช ทับวัง); більш відома як Пе Хі-Рок (тай. เป้ ไฮ-ร็อก, англ. Pe Hi-Rock) — таїландський співак та відомий актор. Відомий своїми важкий метал відеокліпами. Його пісня з назвою групи Хі-Рок (тай. ไฮ-ร็อก, англ. Hi-Rock) від звукозаписної компанії RS Promotion, як от, «Krajok Rao» (กระจกร้าว), «Kwa Jar Roo Suek» (กว่าจะรู้สึก), «Koen Harm Jai» (เกินห้ามใจ), і «Tham Mai Mai Tham Hai Tai» (ทำไมไม่ทำให้ตาย) є найгучнішим хітом 1990 року.
Сурат Тапванг вирізняється потужним голосом та надзвичайно широким вокальним діапазоном. У свої найкращі роки він міг брати високу для співака-чоловіка ноту до третьої октави (C#5).

## Дискографія

### Хі-Рок
- 1990 : "Khon Phun Rock" (คนพันธุ์ร็อก)
- 1991 : "Bunyat Phar Paed" (บัญญัติผ่าแปด)
- 1993 : "Jeb Kwa Nee Mee Eek Mai" (เจ็บกว่านี้มีอีกไหม)
- 1995 : "HIV"

### Сольним альбомом
- 1998 : "Choab Dieaw"
- 2002 : "Program"